# Havana (Texas)
Havana és una concentració de població designada pel cens dels Estats Units a l'estat de Texas. Segons el cens del 2000 tenia 452 habitants.

## Demografia
Segons el cens del 2000, Havana tenia 452 habitants, 108 habitatges, i 100 famílies. La densitat de població era de 212,8 habitants per km².
Dels 108 habitatges en un 58,3% hi vivien nens de menys de 18 anys, en un 71,3% hi vivien parelles casades, en un 15,7% dones solteres, i en un 7,4% no eren unitats familiars. En el 5,6% dels habitatges hi vivien persones soles el 3,7% de les quals corresponia a persones de 65 anys o més que vivien soles. El nombre mitjà de persones vivint en cada habitatge era de 4,19 i el nombre mitjà de persones que vivien en cada família era de 4,26.
Per edats la població es repartia de la següent manera: un 33,6% tenia menys de 18 anys, un 13,1% entre 18 i 24, un 29,6% entre 25 i 44, un 15,3% de 45 a 60 i un 8,4% 65 anys o més.
L'edat mediana era de 27 anys. Per cada 100 dones de 18 o més anys hi havia 98,7 homes.
La renda mediana per habitatge era de 21.346 $ i la renda mediana per família de 21.346 $. Els homes tenien una renda mediana d'11.384 $ mentre que les dones 0 $. La renda per capita de la població era de 5.345 $. Aproximadament el 39,4% de les famílies i el 35,8% de la població estaven per davall del llindar de pobresa.

## Poblacions més properes
El següent diagrama mostra les poblacions més properes.